# Mac OS X 10.6
Mac OS X 10.6 Snow Leopard (z ang. „Pantera śnieżna”) – system operacyjny dla komputerów Mac firmy Apple Inc., zapowiedziany przez Phila Schillera na WWDC, 9 czerwca 2008 roku, będący następcą Mac OS X 10.5 Leopard. Współpracuje z 64-bitowymi procesorami o architekturze x86-64, co znaczy, że nie jest możliwe zainstalowanie Snow Leoparda na Macintoshach z procesorami PowerPC, a na tych z procesorami Core Solo i Core Duo działa w kooperacji z kernelem 32-bitowym. Ograniczenie to zostało nałożone ze względu na brak potrzeby używania 64-bitowego jądra. System trafił do sklepów 28 sierpnia 2009 roku.

## Nowości
- natywna współpraca z technologiami 64-bitowymi (obsługa 16 Terabajtów na maszynach na których Kernel Mac OSX uruchomiony jest w trybie 64 bitowym)[2]
- rezygnacja ze wsparcia dla architektury PowerPC
- Grand Central Dispatch
- OpenCL (Open Computing Language)[2]
- QuickTime X[2]
- Common UNIX Printing System w wersji 1.4
- Pełne wsparcie dla Microsoft Exchange 2007 będzie domyślnie włączone dla Address Book, Mail i iCal[2]
- Optymalizacja, niektóre z podstawowych elementów systemu zostaną napisane na nowo[2]

## Historia wydań
| Build  | Data wydania         | Uwagi |
| ------ | -------------------- | --- |
| 10A96  | 10 czerwca 2008      | Wersja przeglądowa dla zarejestrowanych deweloperów                                                                          |
| 10B87  | 30 sierpnia 2008     | Wersja przeglądowa dla zarejestrowanych deweloperów                                                                          |
| 10A190 | 25 października 2008 | Wersja przeglądowa dla zarejestrowanych deweloperów                                                                          |
| 10A222 | 8 grudnia 2008       | Wersja przeglądowa dla zarejestrowanych deweloperów                                                                          |
| 10A261 | 4 lutego 2009        | Wersja przeglądowa dla zarejestrowanych deweloperów                                                                          |
| 10A286 | 6 marca 2009         | Wersja przeglądowa dla zarejestrowanych deweloperów                                                                          |
| 10A354 | 8 maja 2009          | Wersja przeglądowa dla zarejestrowanych deweloperów                                                                          |
| 10A380 | 8 czerwca 2009       | Wersja przeglądowa dla zarejestrowanych deweloperów. Ostatnia wydana jako dmg (późniejsze to już aktualizacje wersji 10A380) |
| 10A394 | 26 czerwca 2009      | Wersja przeglądowa dla zarejestrowanych deweloperów                                                                          |
| 10A402 | 9 lipca 2009         | Wersja przeglądowa dla zarejestrowanych deweloperów                                                                          |
| 10A411 | 17 lipca 2009        | Wersja przeglądowa dla zarejestrowanych deweloperów                                                                          |
| 10A421 | 24 lipca 2009        | Wersja przeglądowa dla zarejestrowanych deweloperów                                                                          |
| 10A432 | 11 sierpnia 2009     | Wersja Golden Master dla zarejestrowanych deweloperów                                                                        |
| 10A432 | 28 sierpnia 2009     | Wersja finalna 10.6.0 |
| 10B504 | 8 września 2009      | Wersja 10.6.1 |
| 10C540 | 9 listopada 2009     | Wersja 10.6.2 |
| 10D573 | 29 marca 2010        | Wersja 10.6.3. Ostatnie wydanie na DVD                                                                                       |
| 10D578 | 13 kwietnia 2010     | Wersja 10.6.3 v1.1 |
| 10F569 | 15 czerwca 2010      | Wersja 10.6.4 |
| 10H525 | 11 listopada 2010    | Wersja 10.6.5 |
| 10J567 | 6 stycznia 2011      | Wersja 10.6.6 |
| 10J869 | 21 marca 2011        | Wersja 10.6.7 |
| 10K540 | 23 czerwca 2011      | Wersja 10.6.8 |
| 10K549 | 25 lipca 2011        | Wersja 10.6.8 v1.1 |